# Parafia św. Floriana w Stalowej Woli
Parafia pw. św. Floriana w Stalowej Woli – parafia rzymskokatolicka znajdująca się w Stalowej Woli, należąca do dekanatu Stalowa Wola w diecezji sandomierskiej (dawny dekanat Stalowa Wola - Południe). 
Parafia erygowana w 1943 z parafii Matki Bożej Szkaplerznej w Rozwadowie. Mieści się przy ulicy Floriańskiej.

## Zasięg parafii
Ulice: Okulickiego (część), 1 Sierpnia, ks. Skoczyńskiego, Handlowa, ks. J. Popiełuszki (część), KEN (część), Aleja Jana Pawła II (część).

## Proboszczowie
- ks. prał. Józef Skoczyński
- ks. prał. Władysław Janowski
- ks. bp Edward Frankowski
- ks. prał. Jan Kozioł (1977–2008)[2]
- ks. prał. dr Marian Balicki
- ks. kan. Wacław Gieniec (od 2019)[1]